# Santec
Santec (bret. Santeg) – miejscowość i gmina we Francji, w regionie Bretania, w departamencie Finistère.
Według danych na rok 1990 gminę zamieszkiwało 2208 osób, a gęstość zaludnienia wynosiła 274 osoby/km² (wśród 1269 gmin Bretanii Santec plasuje się na 275. miejscu pod względem liczby ludności, natomiast pod względem powierzchni na miejscu 906.).